# Альвізе Контаріні
Альвізе Контаріні (італ. Alvise Contarini) — 106-й венеційський дож у 1676—1684 роках.

## Біографія
Належав до старовинного патриціанського роду. Третій син Ніколо Контаріні з гілки Порта ді Ферро та Гелени Міхеле. Був небожем дожа Франческо Контаріні. З середини 1620-х років служив коректором законів, опікувався Падуанським університетом, входив до колегії «мудрих з торгівлі», інквізитор дель армата та зрештою став членом Ради старійшин. 
6 червня 1631 року його було обрано представником Республіки в Голландії. Тут сприяв поліпшенню торгівлі венеційцями сіллю. Перебував на посаді до 1633 року. 29 вересня 1633 року його було призначено послом до Франції, але лише 19 вересня 1634 року, майже через рік, він вирушив з Роттердама до Антверпена. Він нарешті дістався Парижа 2 жовтня. Але лише 21 жовтня він здійснив свій урочистий в'їзд до столиці Франції. Король Людовик XIII надав Контаріні титул кавалера, незважаючи на те, що той фактично відхилив пропозицію втрутитися на боці Франції у війні проти Іспанії. 7 червня 1637 року його обрали послом в Іспанії, хоча він зазначав, що волів би повернутися до Венеції, побоюючись зміни клімату. Проте прибув до Мадриду 26 березня 1838 року. Перебував на посаді посла до 9 липня 1641 року. Перебуваючи тут він склав цікавий звіт, що відбивав політичну та еконмоічну ситуацію в королівстві.
1645 року призначається послом до папи римського Іннокентія X, де вимушений був вирішувати проблеми передача єпископств та бенефіцій в Республіці, вільний експорт доходів та врожаїв венеційських громадян з папської Романьї, прикордонні питання, прямого торгівельного контакту між Дубровником та Анконою в обхід Венеції, канонізація Лоренцо Джустініані. Втім не набув якихось значних успіхів, повернувшись до Венеції 1648 року. 
22 грудня 1653 року Альвізе Контаріні став прокуратором Святого Марка. 12 квітня 1655 року його було призначено одним із чотирьох послів, які мали передати вітання республіки новому папі римському Олександру VII. тут він підтримав ідею повернення до Венеції ордену єзуїтів. У 1656 році під час наради у Великій раді підтримував тих, що наполягав на продовженні війни з Османською імперією за острів Крит.

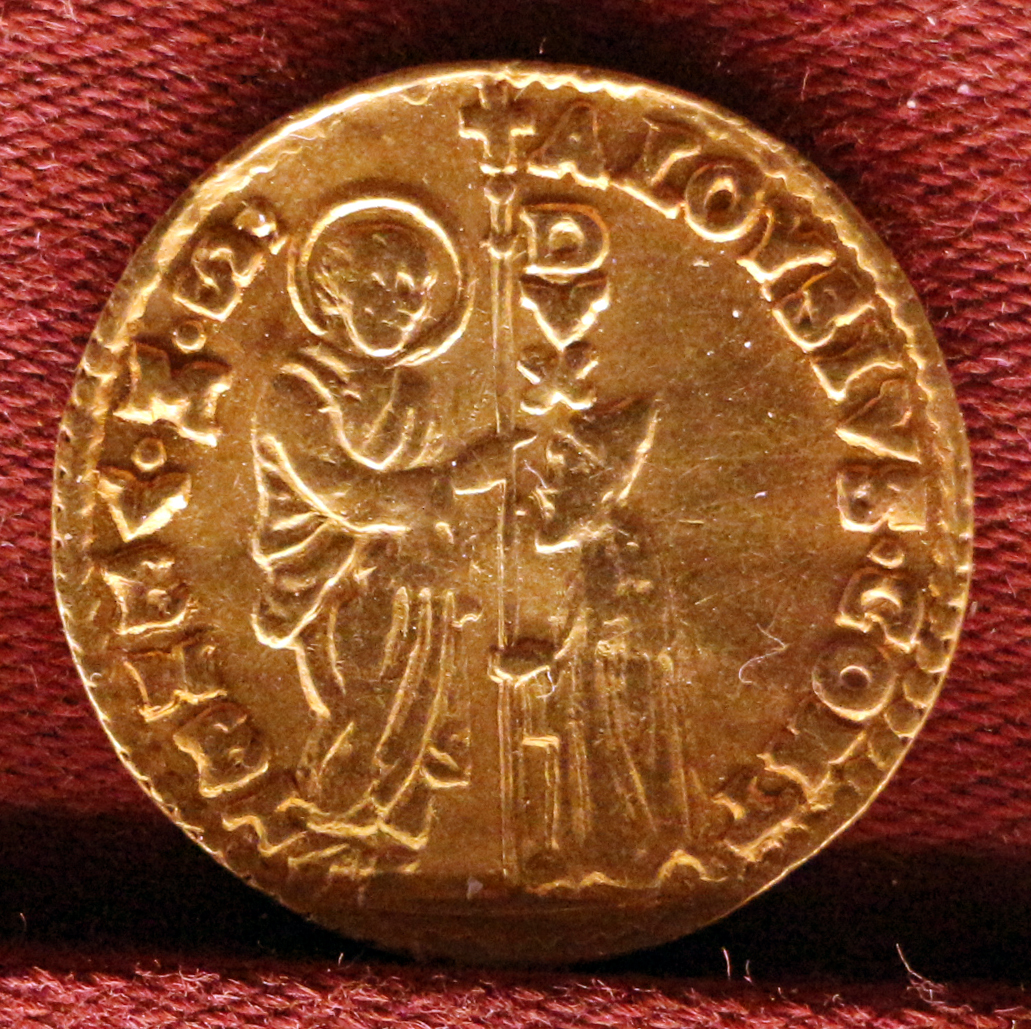
Цехін Альвізе Контаріні

Після смерті Ніколо Сагредо 14 серпня 1676 року здавалося очевидним, що його наступником на посаді дожа стане його популярний брат Джованні Сагредо, який заручився голосами тридцяти із сорока виборців Ради сорока. Втім його опоненти вважали, що він використав для цього шахрайські методи, і тому влаштували заворушення. Стурбована Велика рада обрала нову Раду сорока, яка 26 серпня 1676 року зупинила вибір на Альвізе Контаріні як на компромісному кандидаті, він отримав 25 голосів з 41.
На початку намагався провести судову реформу. Багато нових реліквій було привезено з Криту та встановлено у венеційських церквах. Решта правління була зайнята святкуваннями та веселощами, і Альвізе Контаріні майже не намагався скористатися дожзькими повноваженнями. 1680 року було відновлено баланс державного бюджету. 1683 року відкрилася перша кав'ярня у Венеції, і вживання кави незабаром стало надзвичайно популярним.
Під час війни Священної ліги з Османською імперією дож і уряд зберігали нейтралітет, але уважно слідкували за подіями. 1683 року після поразки османського війська у битві під Віднем почалися дебати щодо вступу у війну на боці Габсбургів. 
На початку 1684 року він серйозно захворів на хворобу сечового міхура. Дож помер 15 січня 1684 року.
Його було поховано у родинній каплиці Контаріні в церкві Сан-Франческо делла Вінья. 